# هنري سيدني هاميلتون
هنري سيدني هاميلتون هو سياسي كندي، ولد في 28 يناير 1887 في كندا، وتوفي في 10 فبراير 1976. حزبياً، نشط في الحزب الليبرالي الكندي. وقد انتخب عضو مجلس العموم الكندي.